# 上托尔德
上托尔德，是匈牙利诺格拉德州所辖的一个村。总面积10.83平方公里，总人口149，人口密度13.8人/平方公里（2011年1月1日）。